# عنتر هلال
عنتر هلال: فنان وممثل سنمائي ومسرحي ولد في مدينة قسنطينة عاصمة الشرق الجزائري، اشتهر بأدائه أدوارا فكاهية ذاع صيته في مسلسله  عيسى سطوري

## مشواره الفني
تقمص عدة أدوار عبر مسيرته الفنية في مسرح قسنطينة الجهوي أو عبر محطة التلفزيون بقسنطينة.

### في السينما
- الطاكسي المخفي 1989
- الولف صعيب لمحمد حيلمي
- عطلة لابرانتي لبن عمر بختي
- الطحونة لأحمد راشدي
- صرخة الصخرة للمرحوم عبد الرحمان بوقرموح
- زيتونة بوالهيلات لمحمد نطير عزيزي

### في المسرح
- الصخرة: للحاج سليمان 1984
- هذا يجيب هذا : لعمار محسن 1976
- ريح سمسار : لعمار محسن 1977
- القانون والناس : لعمار محسن 1978
- اللي يموت ما يفوت : لعلاوة وهبي 1978
- ناس الحومة : لهباطي عبد الحميد 1980
- الرافض :إنتاج جماعي لمسرح قسنطينة الجهوي 1982
- ديوان العجب :لهباطي عبد الحميد 1990
- حفل خاص :من تأليف الكاتب محمود موصلي 2008.

### في التلفزيون
- 2025: الحصلة العائلة 007
- نار على نار: قصة مغامرات تتناول موضوع المخدرات 2008.
- البلية: قصة فكاهية 2008.
- أعصاب وأوتار.
- بيتنا 2006.
- ريح تور 1996.
- عيسي سطوري 1993,1994,1995.

## وصلة
- الموقع الرسمي لمسرح قسنطينة الجهوي (fr)